# Groß-Rohrheim
Groß-Rohrheim este o comună din landul Hessa, Germania. Ea se află amplasată la 3 km est de Rin.

## Date geografice
Localități vecine
- Gernsheim
- Einhausen
- Biblis
- Worms
- Hamm am Rhein

## Istoric
Prima oară localitatea este amintită în codexul din Lorsch în anul 782, ea apare în decursul istoriei sub denumiri diferite ca: „Rohrheim superior“, „villa Rorheim“, „Ober Rorheim“ și din anul 1689, Groß-Rohrheim. În evul mediu ea a aprținut familiei nobiliare Lorsch și apoi trece în posesia mai multor familii ca a familiei Bickenbach, acontelui de Erbach, casei  Katzenelnbogen. În 1714 este vândută orașului Hessen-Darmstadt. Este prădată în războiul de treizeci de ani și mai târziu în timpul incursiunilor de jaf franceze. În 1659 Landgraf Georg II. von Hessen, acordă localității privilegiul de târg, drept pe care comuna o are și în prezent.

## Politică
Rezultatul alegerilor din martie 2006
| Partide politice            | % 2006 | Locuri 2006 | % 2001 | Locuri 2001 |
| SPD                         | 54,1   | 10          | 62,5   | 14          |
| CDU                         | 24,6   | 5           | 25,4   | 6           |
| BfGR                        | 21,3   | 4           | 12,1   | 3           |
| Total                       | 100,0  | 19          | 100,0  | 23          |
| Participare la alegeri în % | 52,8   | 52,8        | 61,4   | 61,4        |

## Personalități marcante
- Laura Wilde, cântăreață